# جیمز همیلتون، دومین دوک ابرکورن
جیمز همیلتون، دومین دوک ابرکورن (انگلیسی: James Hamilton, 2nd Duke of Abercorn; ۲۴ اوت ۱۸۳۸ – ۳ ژانویهٔ ۱۹۱۳) نظامی و سیاستمدار اهل پادشاهی متحد بریتانیای کبیر و ایرلند بود. وی همچنین برندهٔ جوایزی همچون نشان بند جوراب شده‌است.